# Tiên Phước (huyện)
Tiên Phước là một huyện trung du nằm ở phía tây tỉnh Quảng Nam, Việt Nam.

## Địa lý
Huyện Tiên Phước nằm ở phía tây tỉnh Quảng Nam, cách thành phố Tam Kỳ khoảng 25 km về phía tây, có vị trí địa lý:
- Phía đông giáp huyện Phú Ninh
- Phía tây giáp huyện Hiệp Đức
- Phía nam giáp huyện Bắc Trà My
- Phía bắc giáp huyện Thăng Bình.

Huyện Tiên Phước có diện tích 453,22 km², dân số năm 2019 là 66.238 người, mật độ dân số đạt 146 người/km².

### Điều kiện tự nhiên
Là một huyện trung du nên khí hậu trong vùng tương đối khắc nghiệt, nhiều hạn hán, thiên tai. Phần lớn diện tích trong vùng là đất nông nghiệp nhưng kém màu mỡ và tỷ lệ đất thịt rất thấp. Đây là một vùng kinh tế nghèo của tỉnh Quảng Nam. Do đặc điểm cấu tạo địa hình nên sông Tiên - con sông chảy quanh địa bàn huyện được mệnh danh là "con sông chảy ngược", không xuôi về biển Đông mà ngược về hướng tây-nam, đổ ra sông Thu Bồn.

## Hành chính

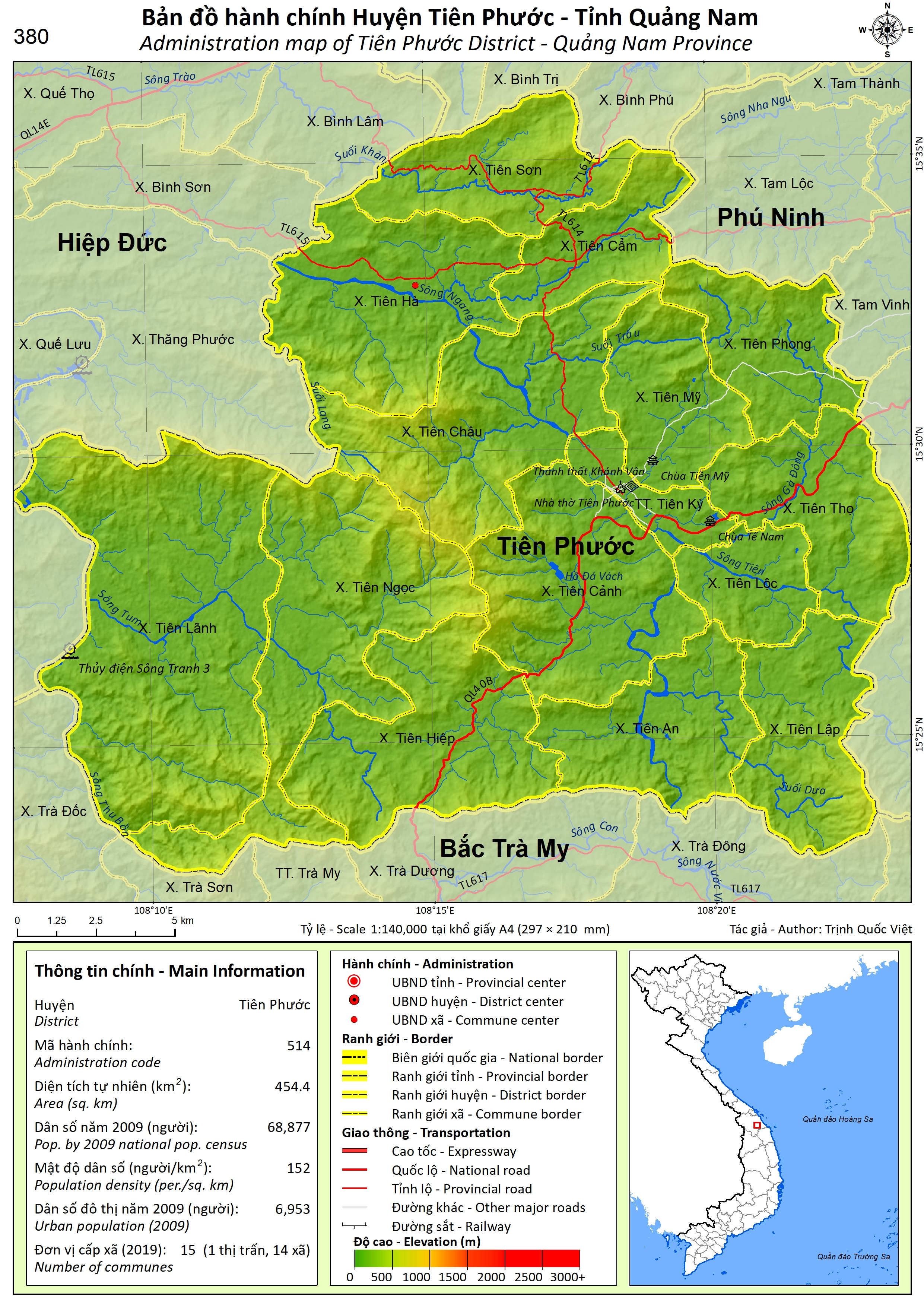
Bản đồ hành chính huyện Tiên Phước

Huyện Tiên Phước có 14 đơn vị hành chính cấp xã trực thuộc, bao gồm thị trấn Tiên Kỳ và 13 xã: Tiên An, Tiên Cảnh, Tiên Châu, Tiên Hà, Tiên Hiệp, Tiên Lãnh, Tiên Lập, Tiên Lộc, Tiên Mỹ, Tiên Ngọc, Tiên Phong, Tiên Sơn, Tiên Thọ.

## Lịch sử
Sau năm 1975, huyện Tiên Phước thuộc tỉnh Quảng Nam - Đà Nẵng, gồm 15 xã: Tiên An, Tiên Cảnh, Tiên Châu, Tiên Hiệp, Tiên Kỳ, Tiên Lãnh, Tiên Lập, Tiên Lộc, Tiên Minh, Tiên Mỹ, Tiên Ngọc, Tiên Phong, Tiên Quang, Tiên Sơn và Tiên Thọ.
Ngày 23 tháng 9 năm 1981, Hội đồng Bộ trưởng ban hành Quyết định 79-HĐBT. Theo đó:
- Chuyển xã Tiên Kỳ thành thị trấn Tiên Kỳ (thị trấn huyện lỵ huyện Tiên Phước)
- Chia xã Tiên Quang thành 2 xã: Tiên Cẩm và Tiên Hà
- Chuyển xã Tiên Minh về huyện Trà My quản lý (nay là 2 xã Trà Đông và Trà Dương thuộc huyện Bắc Trà My).

Ngày 6 tháng 11 năm 1996, huyện Tiên Phước thuộc tỉnh Quảng Nam vừa được tái lập.
Ngày 1 tháng 1 năm 2025, sáp nhập xã Tiên Cẩm vào xã Tiên Sơn.
Huyện Tiên Phước có 1 thị trấn và 13 xã như hiện nay.

## Danh nhân và địa danh lịch sử
- Huỳnh Thúc Kháng (1876–1947): Chí sĩ, danh sĩ, nhà yêu nước, Viện trưởng, chủ nhiệm kiêm Chủ bút báo Tiếng Dân, Bộ trưởng Bộ Nội vụ, Quyền Chủ tịch nước (năm 1946).
- Hồ Truyền (1902–1967): Liệt sĩ; Anh hùng lực lượng vũ trang nhân dân; nguyên Bí thư Huyện ủy Nam Tam Kỳ; Bí thư Huyện ủy Nam Tam Kỳ, phụ trách vành đai diệt Mỹ Chu Lai.
- Lê Cơ (1870–1918): Nhà thực hành duy tân xuất sắc; chí sĩ yêu nước của phong trào Duy Tân.
- Nguyễn Đình Tựu (1828-1888): Nhà giáo triều Nguyễn, Đốc học tỉnh Quảng Nam.
- Phan Chu Trinh (1872–1926): Chí sĩ, danh sĩ, nhà yêu nước Việt Nam nổi tiếng.
- Lê Vĩnh Khanh: Danh thần triều Nguyễn, ông làm quan trải qua các chức: Hàn lâm viện Kiểm khảo, Tri huyện Phù Cát (Bình Định), Tri phủ Tuy Hòa (Phú Yên).
- Trần Ngọc Sương (1940–1972): Liệt sĩ; Anh hùng lực lượng vũ trang nhân dân; Ông là thiếu uý, Huyện đội phó huyện Tiên Phước.
- Trần Huỳnh (1858 –1908): Lập trường Tân Xuân dạy chữ Quốc ngữ, trường Dục Thanh dạy võ dân tộc. Trần Huỳnh làm Tổng lãnh binh và Trần Tùy Vân làm Phó lãnh binh.
- Lê Vĩnh Huy (1842–1916): Chí sĩ yêu nước.
- Cây Cốc là một địa danh thuộc xã Tiên Thọ, huyện Tiên Phước. Tại đây, ngày 01 tháng 10 năm 1954, trước việc chính quyền Mỹ - Diệm vô cớ bắt ông Nguyễn Thông, nguyên Chủ tịch Ủy ban Hành chính - Kháng chiến xã Tiên Thọ, đồng bào đã kéo đến bao vây, buộc bọn lính phải thả ông Thông và yêu cầu chúng phải tôn trọng các điều khoản của Hiệp định Giơ ne vơ.

## Đặc sản
Tiêu là loại cây trồng có giá trị kinh tế cao của Tiên Phước, rất phù hợp với loại đất có tỷ lệ màu mỡ thấp. Đặc điểm của cây tiêu: thân dây, được trồng quanh hồ (tự tạo) hoặc cọc (chói) bám vào cây tự nhiên, độ cao từ 3–10 m là có thể cho hạt. Hạt tiêu Tiên Phước có vị cay, nồng nhưng rất thơm và là một loại nông sản được xuất khẩu sang các nước châu Á và châu Âu. Cùng với cây tiêu, Tiên Phước còn có quế, lòn bon, thanh trà cũng là các loại cây nông sản đặc trưng của vùng.